# 巴內縣
巴內縣（Bané Department） 為布吉納法索中東大區布爾古省轄下的縣。該縣有19個城鎮。巴內（Bané）為該縣的首府。1996年人口普查中該縣人口有22,923人。